# 브릭 앤드 모르타르
브릭 앤드 모르타르(Brick and mortar, B&M)는 건물이나 기타 구조물에 물리적으로 존재하는 조직 (사회과학) 또는 사업체이다. 브릭 앤드 모르타르 사업이라는 용어는 운영을 위해 소매점, 공장 생산 시설 또는 창고를 소유하거나 임대하는 회사를 가리키는 데 자주 사용된다. 보다 구체적으로 말하면, 2000년대 전자상거래 비즈니스 전문 용어로 브릭 앤드 모르타르 비즈니스는 물리적 존재(예: 건물 내 소매점)를 갖고 대면 고객 경험을 제공하는 회사이다.
이 용어는 일반적으로 쇼핑객이 방문하거나 개인적으로 직원과 직접 대화하거나 제품을 만지거나 취급하거나 회사에서 구매할 수 있는 물리적 존재가 없는 완전한 온라인 상점과 같은 일시적인 사업이나 인터넷 전용 존재와 대조되는 데 사용된다. 그러나 이러한 온라인 기업은 일반적으로 사업 운영을 운영하는 비공개 물리적 시설(예: 회사 본사 및 백오피스 시설) 및 제품 보관 및 유통을 위한 창고를 갖추고 있다. 유동인구, 매장 가시성, 매력적인 인테리어 디자인과 같은 우려 사항은 온라인 비즈니스보다는 브릭 앤드 모르타르 비즈니스에 적용된다. 온라인 전용 비즈니스에는 매력적이고 잘 디자인된 웹사이트, 결제를 위한 신뢰할 수 있는 전자 상거래 시스템, 우수한 배송 또는 배송 서비스, 웹 트래픽을 사이트로 유도하기 위한 효과적인 온라인 마케팅 전략이 필요하다. 정부는 또한 시민들이 정부 양식을 작성하고, 세금 고지서를 지불하고, 정부 프로그램에 온라인으로 등록할 수 있도록 온라인 서비스를 사용하는 전자정부 접근 방식을 채택하고 있다. 이러한 서비스는 브릭 앤드 모르타르 비용(건물 임대/구입 및 인건비)을 절감하고 시민에 대한 서비스를 개선(정보 및 서비스에 대한 연중무휴 24시간 제공)하는 것을 목표로 한다.

## 같이 보기
- 쇼루밍
- 옴니채널 리테일 전략
- 소매업 종말
- 온라인 쇼핑